# Kurt Nyholm
Kurt Rainer Nyholm, född 17 juni 1932 i Munsala, död 26 december 1996 i Åbo, var en finländsk germanist.
Nyholm blev filosofie doktor 1965. Han var 1967–1971 docent och tillförordnad professor i germansk filologi vid Åbo Akademi samt 1971–1995 ordinarie professor i ämnet. Han bedrev forskning i Graaleposet, som han disputerade på 1964, och slutförde arbetet på Werner Wolfs Der Jüngere Titurel-utgåva, vars sista del kom ut 1992. Vid sidan av den senmedeltida forskningen behandlade Nyholm modern litteratur ur en stilistisk synvinkel och skrev arbeten i syntax, textlingvistik och fackspråksteori. Han var rektor för akademin 1975–1978. 